# نادي الهمة
نادي الهمة الرياضي هو نادي كرة قدم للسيدات مقره الرياض. يلعب في الدوري السعودي الدرجة الأولى للسيدات، وهو المستوى الثاني لكرة القدم للسيدات في المملكة العربية السعودية.

## التاريخ
تأسس النادي في عام 2019 تحت مسمى نادي رايدرز لكرة القدم، وشارك في أول دوري مجمع لكرة القدم للسيدات في الرياض في عام 2020.
في 7 نوفمبر 2021، أعاد النادي تسمية نفسه إلى نادي الهمة لكرة القدم وشارك في بطولة الدوري السعودي للسيدات، وهي أول مسابقة رسمية للسيدات في السعودية. خلال المرحلة الأولية، وضع الفريق في مجموعة المنطقة الوسطى. من بين ستة فرق، احتل المركز الأخير، وحصل على فوز واحد فقط من أصل عشر مباريات.
بعد تأسيس الدوري السعودي الدرجة الأولى للسيدات في عام 2022، وضع النادي في الدرجة الأولى بناءً على نتائج بطولة الدوري 2021-22. شارك إلى جانب 16 فريقًا آخر، قسموا إلى خمس مجموعات حسب الموقع الجغرافي. بعد احتلاله المركز الثاني في المجموعة الرابعة، تقدم الفريق إلى ربع النهائيات ولكن خرج على يد نادي القادسية.
في عام 2023، شارك نادي الهمة في النسخة الأولى من كأس الاتحاد السعودي للسيدات، لكنه خرج من دور الستة عشر بعد خسارته 0-5 في مباراته الوحيدة.
في موسم 2023–24، حقق الهمة بداية مثالية، حيث فاز بجميع مبارياته العشر في المرحلة الأولى دون خسارة واحدة، مما أهله للأدوار النهائية. ولكن، بعد فوز واحد وخسارة واحدة في الجولة النهائية، فشل الفريق في الوصول إلى الدور نصف النهائي، مما أدى إلى بقائه في الدرجة الأولى.

## اللاعبات

### التشكيلة الحالية
آخر تحديث 19 اكتوبر 2024.
ملاحظة: تشير الأعلام إلى المنتخب الوطني على النحو المحدد في قواعد الأهلية للفيفا. قد يحمل اللاعبون أكثر من جنسية واحدة غير تابعة للفيفا.
| الرقم | البلد      | المركز | اللاعب          |
| ----- | ---------- | ------ | --------------- |
| 4     | كولومبيا   | مدافع  | كارمن كويرو     |
| 5     | السعودية   | مدافع  | نوى القحطاني    |
| 7     | السعودية   | وسط    | أشجان القحطاني  |
| 8     | توغو       | وسط    | تاكياتو يايا    |
| 9     | السعودية   | وسط    | حنين العيد      |
| 10    | السعودية   | مهاجم  | عهود الجالود    |
| 11    | السعودية   | مدافع  | عزة الشهري      |
| 12    | اليمن      | وسط    | لمار العماري    |
| 14    | السعودية   | مهاجم  | لولوة الراشد    |
| 16    | السعودية   | مدافع  | ياسمين الفرحان  |
| 18    | ساحل العاج | مهاجم  | مريم كامارا     |
| 20    | السعودية   | مهاجم  | أروى أحمد       |
| 22    | السعودية   | مدافع  | خولة عبد الكريم |

| الرقم | البلد     | المركز | اللاعب         |
| ----- | --------- | ------ | -------------- |
| 27    | السعودية  | مدافع  | هديل العتيبي   |
| 33    | السعودية  | حارس   | ميان مبارك     |
| 37    | السعودية  | حارس   | عفاف المطيري   |
| 39    | الكاميرون | وسط    | سوريل ميتيفانغ |
| 55    | الكاميرون | وسط    | ناتاشا نكوندا  |
|       | السعودية  | حارس   | غيداء الشهري   |
|       | السعودية  | حارس   | عائشة تكروني   |
|       | السعودية  | مدافع  | راسيل النغيمشي |
|       | السعودية  | مدافع  | جنى الشمري     |
|       | السعودية  | مدافع  | غلا غريب       |
|       | السعودية  | وسط    | ريما البكري    |
|       | السعودية  | وسط    | منيرة السبيعي  |
|       | السعودية  | مهاجم  | نجود الجعفري   |

## الإحصائيات
| الموسم    | المستوى                              | لعب    | فاز    | تعادل  | خسر    | له     | عليه   | النقاط | المركز | كأس الاتحاد السعودي للسيدات |
| الموسم    | الدوري                               | الدوري | الدوري | الدوري | الدوري | الدوري | الدوري | الدوري | الدوري | كأس الاتحاد السعودي للسيدات |
| --------- | ------------------------------------ | ------ | ------ | ------ | ------ | ------ | ------ | ------ | ------ | --------------------------- |
| 2022–2023 | الدوري السعودي الدرجة الأولى للسيدات | 5      | 3      | 0      | 2      | 16     | 5      | 9      | مركز 6 | —                           |
| 2023–2024 | الدوري السعودي الدرجة الأولى للسيدات | 12     | 11     | 0      | 1      | 92     | 4      | 33     | مركز 7 | دور الـ16                   |